# Parc nacional de la W
El Parc Nacional W del Níger està al centre d'un complex natural transfronterer de prop d'un milió d'hectàrees conjuntament entre Benín, Níger i Burkina Faso i protegit pel Conveni de Ramsar.
Parc Nacional W del Níger està a la llista del Patrimoni de la Humanitat per la UNESCO des de 1996.

## Creació
El Parc Nacional W del Níger es va crear per decret el 4 d'agost de 1954, i des de 1996 ha estat catalogat com a Patrimoni de la Humanitat per la UNESCO. Al Níger, el parc està catalogat com a parc nacional, Tipus II de la Unió Internacional per a la Conservació de la Natura (UICN), i és part d'un complex més gran de reserves i àrees protegides. Aquestes inclouen l'adjacent Dallol Bosso (Aiguamolls d'Importància Internacional Ramsar), a la riba oriental del riu Níger i la superposició parcial de la menor "Parc national du W" (Aiguamolls d'Importància Internacional (Ramsar). Els tres parcs són àrees BirdLife International d'importància per a les Aus (IBAs) de tipus A1 i A3 (codis IBA IBA NE001, IBA BF008, i IBA BJ001).

## Geografia
En els tres països, el parc Regional abasta uns 10.000 km² en gran part deshabitada pels éssers humans, havent estat fins a la dècada de 1970 una zona palúdica dels aiguamolls formats pel delta del riu Mekrou amb el Níger, trencat per turons rocallosos. Històricament, l'àrea ha estat alhora una àrea important de la vida humana, a jutjar pels jaciments arqueològics importants (principalment tombes) que es troben a la zona.

## Flora
El parc també constitueix el límit sud de la distribució de l'arbust tigre als altiplans del Níger.

## Fauna
El parc és conegut pels seus grans mamífers, inclosos porcs formiguers, babuins, búfals, caracal, guepards, elefants, hipopòtams, lleopards, lleons, serval i senglars. El parc es troben alguns dels últims elefants africans salvatges de l'Àfrica occidental. No obstant això, la rara girafa d'Àfrica Occidental, avui restringida a petites parts del Níger, està absent al parc. El Park de la W també és coneguda per l'aparició històrica de grups del gos salvatge africà en perill d'extinció, encara que aquest cànid ara pot ser extingit de la zona. El Parc Nacional és un dels últims bastions dels guepards d'Àfrica del nord-oest. Hi ha una petita però aparentment creixent població d'almenys 15 a 25 animals d'aquest rar felí al parc. [5] L'àrea de W també és coneguda per les seves poblacions d'aus, espècies migratòries, especialment transitoris, amb més de 350 espècies identificades al parc. [6] El parc ha estat identificat per BirdLife International com una Àrea Important per a les aus.